# Курулгинське сільське поселення
Курулги́нське сільське поселення (рос. Курулгинское сельское поселение) — сільське поселення у складі Акшинського району Забайкальського краю Росії.
Адміністративний центр та єдиний населений пункт — село Курулга.

## Населення
Населення сільського поселення становить 344 особи (2019; 383 у 2010, 370 у 2002).